# Roussette de Savoie
La roussette de Savoie est un vin blanc tranquille de Savoie sec, gras, aux arômes de miel et d'amande, et à la robe jaune clair. Il est protégé par une AOC. L'appellation bénéficie de quatre dénominations géographiques : les crus Frangy, Monthoux, Marestel, et Monterminod, produits sur moins de 50 hectares. La production annuelle est de l'ordre de 10 000 hectolitres.

## Histoire

### Antiquité
Avant la Savoie (Sabaudia), il y eut l'Allobrogie. Ce fut Strabon, le premier, qui vanta les qualités des Allobroges qui, expliqua-t-il « tournent désormais vers l'agriculture l'application qu'ils avaient donné, jusque-là, aux choses de la guerre. ». 
Il faut rappeler, qu'en effet, dans le courant du Ier siècle, ces Celtes avaient sélectionné un cépage nouveau, le vitis allobrogica, capable de résister aux conditions climatiques alpines. Son vin entra dans l'histoire à l'époque d'Auguste et Columelle lui donna le qualificatif de « vinum picatum », c'est-à-dire de vin poissé. Résultat sans doute de son passage dans des tonneaux aux douelles de sapin ou de mélèze. Pline l'Ancien nous a décrit ses crus, le sotanum, le taburnum et l'ellicum. 

### Moyen Âge

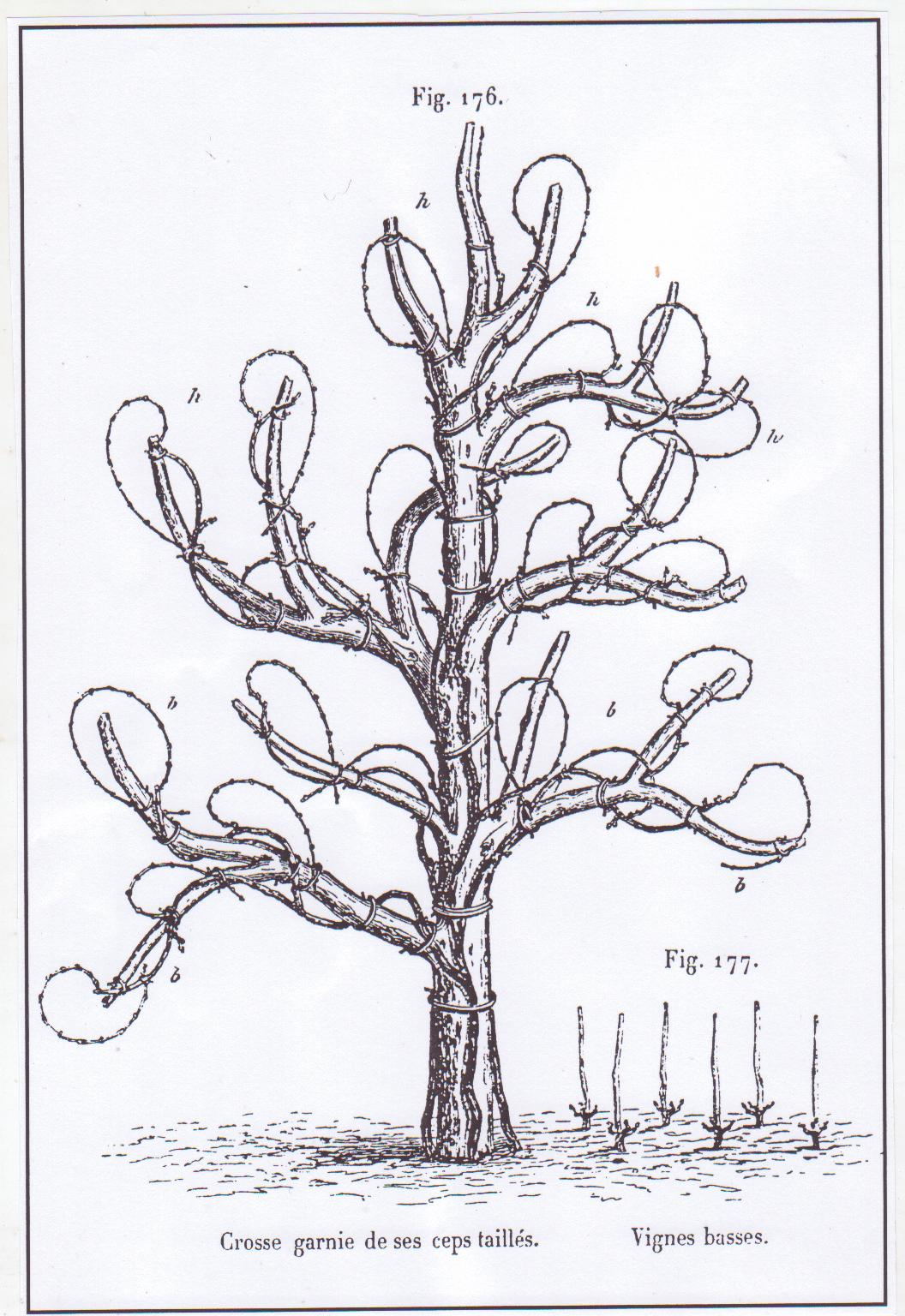
Les crosses de Savoie.

Après les grandes invasions et la chute de l'Empire romain, ce fut l'Église qui prit le relais et donna un nouvel essor à la viticulture savoyarde. Dès le XIe siècle, les moines replantèrent la vigne « en crosse », c'est-à-dire sur arbre mort.
Certaines légendes font provenir l'altesse de Chypre. Un duc de Savoie aurait rapporté ce cépage à vin blanc en rentrant de l'Empire romain d'Orient où il était allé guerroyer pour aider son cousin l'empereur Paléologue.
Durant tout le Moyen Âge et jusqu'au rattachement de la Savoie à la France, les albergataires, ou métayers, dans le cas de plantation nouvelle ou de renouvellement d'une ancienne vigne, s'obligeaient contractuellement avec le bailleur. Celui-ci payait le défonçage du sol, l'engrais et les échalas ; le baillé avait à sa charge la plantation des hautains et l'entretien général des vignes.

### Période moderne
La plus grande extension du vignoble se fit entre le XVIe et le XVIIIe siècle. Initialement implanté sur les coteaux les plus ensoleillés, il descendit vers les plaines. Et dans ces bas-fonds, pour préserver les ceps du gel, les hautains prirent encore plus de hauteur, avec l'obligation de mettre les premières grappes à 1,50 ou 2 mètres du sol. Ce qui permit de comptabiliser, en 1768, 9 000 hectares de vignes, toutes surs treilles ou sur hautains, dont la majorité n'était apte qu'à fournir un « vin de laboureur », verdelet à souhait. Profitant d'un plus gros rendement - 40 hl/ha, soit le double que les vignes sur échalas - ils étaient dits « verts, acides, mais sains et désaltérants. ». C'est ce que constata, en 1816, André Jullien, lors de son séjour en Savoie, pour rédiger sa Topographie de tous les vignobles connus :

« La variété des expositions, les différentes espèces de cépages que l'on réunit dans la même vigne, et surtout les ceps hautains que l'on rencontre dans beaucoup de cantons, occasionnent de grandes dissemblances dans la qualité des produits. et tandis que quelques vignobles donnent de forts bons vins, beaucoup d'autres ne produisent que de très basse qualité. »

Au milieu du XIXe siècle, ces vins surets étaient produits sur près de 3 000 hectares, dont 2 000 dans le département actuel de Savoie, soit le quart du vignoble. Cette situation perdura jusqu'à l'apparition du phylloxéra et la reconstitution d'un nouveau vignoble.

### Période contemporaine
L'arrivée du chemin de fer va perturber encore plus la production locale. Dès la fin du XIXe siècle, les vins du Languedoc atteignent toutes les gares. Rares sont les exploitations qui vont continuer à vivre de la viticulture entre les deux guerres mondiales. Lors du classement des vins par l'INAO, les vins de roussette sont décrétés VDQS en 1957. Ce qui incite la profession à envisager des méthodes de production plus strictes. Quatre caves coopératives sont créées et assurent une vinification de qualité. Le dossier déposé pour accéder à l'AOC roussette de Savoie est accepté en 1973.

## Étymologie
Le nom de la roussette B ou altesse B proviendrait d'un cépage de Chypre apporté par Anne de Chypre, en 1432, lors de son mariage avec Louis II de Savoie. Une autre source indique les vignes étaient cultivées sur les « coteaux des altesses », c'est-à-dire en terrasses étagées. Mais la première référence à ce cépage éminemment savoyard remonte à 1530 et donne comme lieu de culture Lucey sur les flancs du mont du Chat, un vignoble connu sous le nom de Marestel depuis 1563.

## Situation géographique

### Orographie
L'Altesse est cultivée sur les contreforts des Alpes ou sur les coteaux et les pentes adossés au massif alpin. Les vignes de ce cépage ne dépassent pas une altitude de 500 mètres.

### Géologie
Le vignoble se complaît sur des sols à substrat calcaires ainsi que sur des moraines caillouteuses de mi-pentes. On le retrouve aussi sur des marnes argileuses et calcaires.

### Climat
Le climat y est de type montagnard en raison de la présence du massif alpin.

#### En Savoie
Le tableau ci-dessous indique les températures et les précipitations pour l'année 2011 :
| Mois                                 | J    | F    | M    | A    | M    | J    | J    | A    | S    | O    | N    | D   | année |
| ------------------------------------ | ---- | ---- | ---- | ---- | ---- | ---- | ---- | ---- | ---- | ---- | ---- | --- | ----- |
| Températures moyennes minimales (°C) | -0,9 | -0,6 | 2,8  | 6,5  | 10,2 | 13,3 | 12,7 | 13,8 | 12,1 | 7,8  | 2,4  | 1,3 | 6,7   |
| Températures moyennes maximales (°C) | 6,6  | 9,4  | 14,4 | 21,4 | 25,0 | 24,2 | 24,6 | 27,6 | 24,2 | 17,5 | 12,9 | 8,5 | 18,0  |
| Précipitations (hauteur en mm)       | 47   | 21   | 57   | 20   | 97   | 134  | 178  | 81   | 97   | 59   | 18   | 271 | 1079  |
| Ensoleillement (en heures)           | 94   | 112  | 166  | 255  | 283  | 208  | 213  | 259  | 207  | 141  | 118  | 58  | 2114  |
| Source: Météo France et Météociel    |      |      |      |      |      |      |      |      |      |      |      |     |       |

Le tableau ci-dessous indique les records de températures minimales et maximales :
| Mois                                 | J    | F     | M     | A    | M    | J    | J    | A    | S    | O    | N    | D     |
| ------------------------------------ | ---- | ----- | ----- | ---- | ---- | ---- | ---- | ---- | ---- | ---- | ---- | ----- |
| Températures maximales records (°C)  | 17,9 | 20,5  | 24,6  | 27,7 | 31,4 | 36,1 | 38,3 | 38,8 | 32   | 29   | 23,3 | 22,7  |
| Années des températures maximales    | 2003 | 2001  | 1981  | 2005 | 2001 | 2003 | 1984 | 2003 | 1987 | 1985 | 1997 | 1989  |
| Températures minimales records (°C)  | -19  | -14,4 | -10,3 | -4,6 | -1,4 | 2,8  | 5,4  | 5    | 1    | -4,3 | -10  | -13,5 |
| Années des températures minimales    | 1985 | 2012  | 2005  | 1986 | 1979 | 1975 | 1978 | 1986 | 1995 | 1997 | 1973 | 1976  |
| Source : Météo France et Lameteo.org |      |       |       |      |      |      |      |      |      |      |      |       |

Voici les normales mensuelles de températures et de précipitations de 1971 à 2000 :
| Mois                                | J    | F     | M    | A    | M     | J     | J    | A    | S     | O     | N     | D    |
| ----------------------------------- | ---- | ----- | ---- | ---- | ----- | ----- | ---- | ---- | ----- | ----- | ----- | ---- |
| Températures maximales (°C)         | 5,7  | 7,9   | 12,3 | 15,4 | 20,2  | 23,7  | 26,7 | 26,3 | 21,9  | 16,1  | 9,8   | 6,6  |
| Températures minimales (°C)         | -1,3 | -0,5  | 1,9  | 4,5  | 9     | 12    | 14,2 | 13,8 | 10,7  | 6,8   | 2,1   | -0.3 |
| Précipitations (hauteur en mm)      | 106  | 107,2 | 99,6 | 95,9 | 109,3 | 104,4 | 98,4 | 82,7 | 125,2 | 127,7 | 111,4 | 129  |
| Nombre de jours avec précipitations | 10   | 9     | 11   | 11   | 12    | 10    | 8    | 8    | 9     | 11    | 10    | 11   |
| Source : Météo France et Météociel  |      |       |      |      |       |       |      |      |       |       |       |      |

#### En Haute-Savoie
| Températures (sous abri, moyennes) - source : météo-sciez.com |                     |                  |                          |                   |                          |
| Année                                                         | Température moyenne | T. la plus haute | T. moyenne la plus haute | T. la plus basse  | T. moyenne la plus basse |
| 2012                                                          | 10,4 °C             | 33,3 °C le 27.07 | 25,4 °C le 29.06         | −10,9 °C le 07.02 | −9,0 °C le 07.02         |
| 2011                                                          | 11 °C               | 33,8 °C le 28.06 | 24,3 °C le 19.08         | −7,2 °C le 23.01  | −3,2 °C le 24.01         |
| 2010                                                          | 9,9 °C              | 33,5 °C le 09.07 | 25,8 °C le 14.07         | −9,9 °C le 16.02  | −5,0 °C le 04.12         |
| Sources : Météo-Sciez                                         |                     |                  |                          |                   |                          |

| Températures (sous abri, moyennes) °C                       |      |     |      |      |      |      |      |      |      |     |     |            |
| J                                                           | F    | M   | A    | M    | J    | J    | A    | S    | O    | N   | D   | Année      |
| 3,1                                                         | -2,2 | 7,1 | 9,6  | 14,2 | 18,4 | 19,3 | 19,7 | 14,8 | 10,8 | 6,9 | 3,1 | 2012c      |
| 2,3                                                         | 2,4  | 6,4 | 12,3 | 15,7 | 17,5 | 17,6 | 19,6 | 16,8 | 10,6 | 6,2 | 4,4 | 2011c      |
| 0,0                                                         | 1,9  | 5,1 | 10,3 | 12,9 | 17,5 | 21,5 | 18,3 | 14,0 | 9,9  | 6,0 | 0,4 | 2010c      |
| 2,5                                                         | 1,2  | 8   | 10,5 | 15,4 | 23,4 | 22,1 | 24,2 | 16,4 | 9,3  | 6,5 | 4   | 2003a      |
| 1,5                                                         | 5,9  | 8,1 | 9,4  | 14,3 | 16,6 | 18,3 | 21,3 | 17,3 | 11,5 | 6,9 | 4,4 | 1997b      |
| 1,9                                                         | 3,0  | 6,1 | 9,3  | 13,7 | 17,1 | 19,8 | 19,3 | 16,2 | 11,3 | 6,2 | 3,2 | 1951-1997b |
| Sources : a : Météo.éducation ; b : Cipel ; c : Météo-Sciez |      |     |      |      |      |      |      |      |      |     |     |            |

| Précipitations (hauteur moyenne en mm)    |      |      |      |       |      |      |      |      |       |      |      |            |
| J                                         | F    | M    | A    | M     | J    | J    | A    | S    | O     | N    | D    | Année      |
| 60,5                                      | 8,5  | 15,5 | 67,5 | 46,5  | 48,5 | 39   | 91,5 | 73   | 149,5 | 63,5 | 30   | 2003a      |
| 53                                        | 40   | 17   | 49,5 | 138,5 | 237  | 101  | 88,5 | 68,5 | 47    | 72,5 | 99,5 | 1997b      |
| 63,1                                      | 57,8 | 63,1 | 66,1 | 91    | 104  | 73,3 | 98,8 | 93,3 | 81,9  | 82,5 | 71   | 1951-1997b |
| Sources : a : Météo.éducation ; b : Cipel |      |      |      |       |      |      |      |      |       |      |      |            |

| Insolation (en heures)                    |       |       |       |       |       |       |       |       |       |      |      |            |
| J                                         | F     | M     | A     | M     | J     | J     | A     | S     | O     | N    | D    | Année      |
| 46                                        | 102,3 | 251,3 | 250,9 | 268,8 | 389,6 | 354,1 | 326,9 | 251,9 | 108,9 | 78,1 | 78,9 | 2003a      |
| 2,4                                       | 91,2  | 189,9 | 258   | 239,2 | 184,9 | 217,9 | 243,3 | 195,1 | 101   | 57,9 | 39,7 | 1997b      |
| 42,6                                      | 81    | 151,1 | 192,6 | 222,5 | 237,7 | 269   | 235,3 | 178   | 111   | 54,4 | 37,9 | 1954-1997b |
| Sources : a : Météo.éducation ; b : Cipel |       |       |       |       |       |       |       |       |       |      |      |            |

| Jours de gelée (nombre de jours)          |    |   |   |   |   |   |   |   |   |   |    |       |
| J                                         | F  | M | A | M | J | J | A | S | O | N | D  | Année |
| 14                                        | 22 | 1 | 1 | 0 | 0 | 0 | 0 | 0 | 1 | 0 | 11 | 2003a |
| Sources : a : Météo.éducation ; b : Cipel |    |   |   |   |   |   |   |   |   |   |    |       |

## Vignoble

### Présentation
Les communes dont le vignoble peut prétendre à l'AOC sont :
- pour la Savoie[17] :

Apremont, Arbin, Barby, Billième, Le Bourget-du-Lac, Brison-Saint-Innocent, Challes-les-Eaux, Chignin, Chindrieux, Cruet, Francin, Fréterive, Jongieux, Lucey, Les Marches, Montmélian, Motz, Myans, Ruffieux, Saint-Alban-Leysse, Saint-Baldoph, Saint-Germain-la-Chambotte, Saint-Jeoire-Prieuré, Saint-Jean-de-la-Porte, Saint-Jean-de-Chevelu, Saint-Pierre-d'Albigny, Serrières-en-Chautagne et Yenne.
|  |  |  |

|  |  |  |

- pour la Haute-Savoie[17]

Ayse, Bassy, Bonneville, Challonges, Chaumont, Chessenaz, Clarafond-Arcine, Desingy, Frangy, Franclens, Marignier, Marin, Massongy, Musièges, Publier, Sciez, Thonon-les-Bains, Usinens, Vanzy et Ville-la-Grand.

### Dénominations géographiques
Le nom de l'appellation d'origine contrôlée roussette de Savoie peut être complété par les dénominations géographiques suivantes :
- Frangy (vin blanc), sur les communes de Chaumont, Desingy et Frangy (environ 20 ha)
- Marestel (vin blanc), sur les communes de Jongieux et Lucey (environ 20 ha)
- Monterminod (vin blanc), sur la commune de Saint-Alban-Leysse (2 ha)
- Monthoux (vin blanc), sur la commune de Saint-Jean-de-Chevelu (moins de 2 ha).

### Encépagement

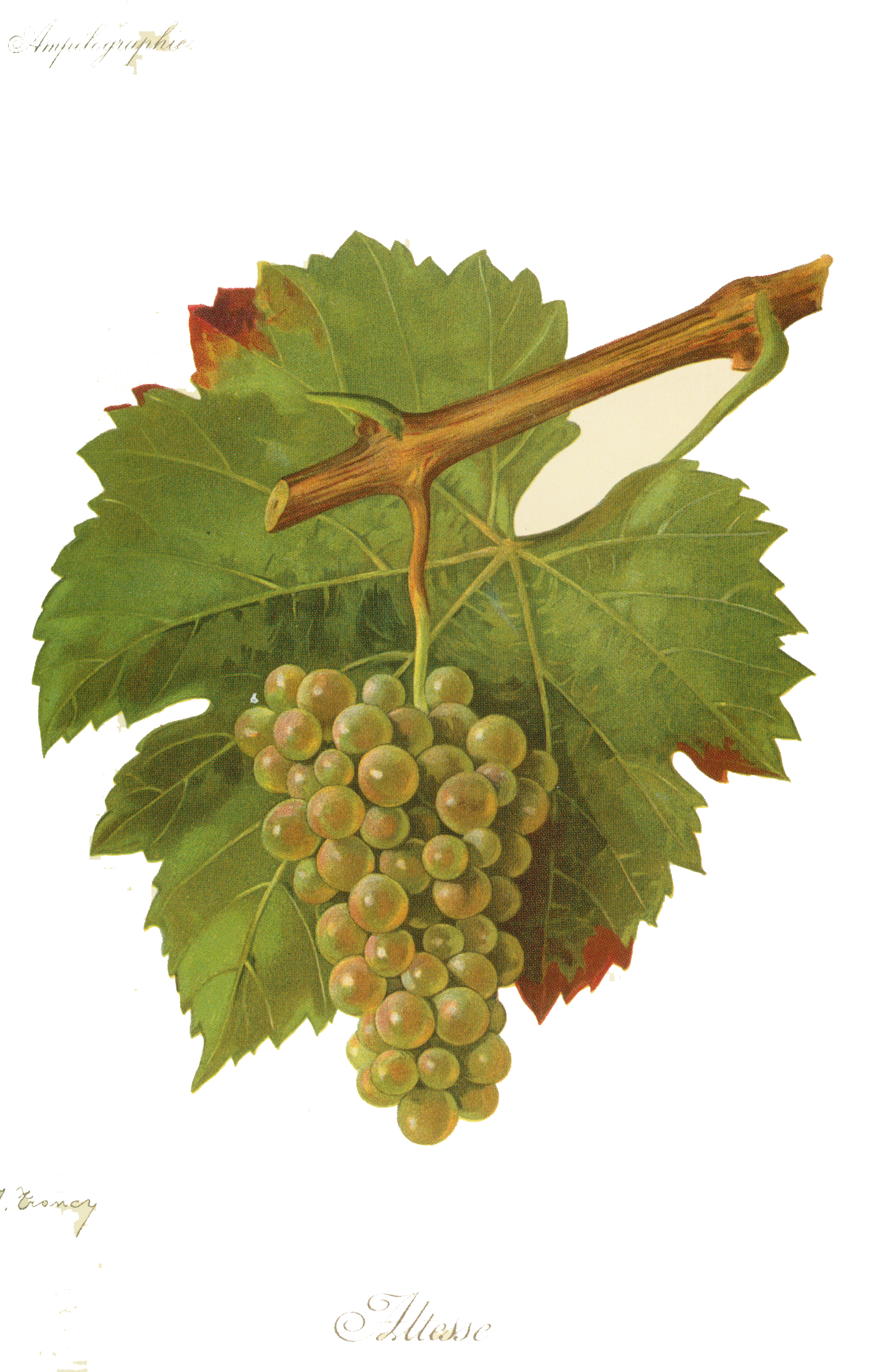
Grappe d'altesse ou roussette, lithographie de l'Ampélographie Viala et Vermorel.

L'altesse uniquement. Louis Levadoux, brillant ampélographe, a inclus l'altesse dans la famille des Sérines. Elle serait donc d'origine locale et aurait pour prestigieuse famille la syrah, la mondeuse, le viognier, la marsanne ou la roussanne. Hors l'appellation Seyssel la vinification de ce cépage représente 9 % de la production des vins blancs de Savoie.

### Méthodes culturales et réglementaires
La densité minimum de plantation est de 5 000 pieds par hectare. Le rendement maximum doit se situer entre 64 et 68 hectolitres par hectare pour l'AOC et entre 60 et 62 hectolitres par hectare pour les dénominations.

### Vinification et élevage
Dans la vinification en blanc la fermentation se déroule en dehors de tout contact avec les parties solides de la vendange (pépins, peaux du raisin, rafles). Le but de cette vinification est de faire ressortir le maximum des arômes contenus d'abord dans le raisin, ensuite en cours de fermentation, enfin lors du vieillissement. 
L'extraction du jus et sa séparation des parties solides peuvent être précédés par un éraflage, un foulage et un égouttage, pour passer ensuite au pressurage. Mais ces phases sont évitées par nombre de vinificateurs pour éviter l'augmentation des bourbes. Le choix se porte sur une extraction progressive du jus puis un débourbage qui permet d'éliminer toute particule en suspension. La maîtrise des températures s'impose lors de la fermentation alcoolique. Elle se déroule entre 18 et 20 °C et dure entre 8 et 30 jours selon le type de vin désiré.

### Terroir et vins
C'est un vin généralement sec, corsé et épicé, complexe et racé. Il tire de son terroir, où l'exposition, l'altitude et les sols jouent un rôle déterminant, des arômes de fruits secs (noisette et amande douce), ainsi que des notes de violette, de bergamote et de miel.

### Structure des exploitations
En dépit de la taille moyenne des exploitations qui est de 7 hectares, le vignoble est exploité majoritairement par des caves indépendantes, les caves coopératives étant au nombre de trois.

### Types de vins et gastronomie
Ce vin est caractérisé par des arômes de noisette, de bergamote, d'amande douce et de miel. Une garde de quelques années est recommandée et il reste souvent étonnant par sa qualité.
Il s'accorde bien avec la tartiflette, la fondue savoyarde, le poisson, le fromage, les tartes et les gratins, les crustacés, ainsi que les crudités et les salades. Il se révèle parfait en apéritif.

### Commercialisation
L'AOC qui couvre 2 100 hectares produit annuellement 122 000 hectolitres. L'exportation ne représente que 2 %. Sa commercialisation est assurée pour une moitié par les caves indépendantes, l'autre l'étant par les coopératives et le négoce.

### Liste des producteurs
Les producteurs situés dans les communes marquées (A) ci-dessous font partie de l'aire de l'appellation, ceux situés dans d'autres communes voisines marquées (V) ci-dessous possèdent des vignes dans cette aire,.
| Commune                    | Cave |
| -------------------------- | --- |
| Aix-les-Bains (V)          | Xavier Jacqueline, œnologue-viticulteur |
| Apremont (A)               | Le P’tiou Vigneron EARL, Jean-François Maréchal ; SCEA Chapot Philippe, Philippe Chapot ; EARL Le Cellier du Palais, René et Béatrice Bernard, Tardy Gilbert                              |
| Chapareillan (V)           | Domaine Uchet, Yannick Uchet |
| Chignin (A)                | Denis & Didier Berthollier, André et Michel Quenard ; Caveau de la Tour, Catherine et Jean-François Quenard                                                                               |
| Cruet (A)                  | Cave coopérative des vins fins de Cruet, SAS Maison Philippe Grisard, Philippe Grisard, Philippe et François Tiollier                                                                     |
| Frangy (A)                 | Vincent Courlet |
| Fréterive (A)              | Guy Laurent ; Domaine G. & G. Bouvet, D. et F. Garanjoud ; SCEV Domaine Grisard, Jean-Pierre et Marie-Jo Grisard ; EARL Vullien Jean et fils, David et Olivier Vullien                    |
| Jongieux (A)               | Château de La Mar ; EARL Justin, Guy Justin ; La Cave du Prieuré, Raymond Barlet et fils ; Éric Masson ; EARL Domaine Eugène Carrel et fils, Eugène Carrel, Maison Perret, Nicolas Perret |
| Les Marches (A)            | Adrien Vacher ; Les Rocailles, Pierre Boniface |
| Lucey (A)                  | Château de Lucey, Christophe Martin |
| Ruffieux (V)               | Cave de Chautagne |
| Saint-Baldoph (A)          | Denis Fortin |
| Saint-Jean-de-Chevelu (A)  | EARL Million-Rousseau, Xavier et Michel Million-Rousseau |
| Saint-Jean-de-la-Porte (A) | Domaine de Méjane, Anne Bellemin-Laponnaz |
| Saint-Pierre-d'Albigny (A) | Domaine Saint-Germain, Étienne et Raphaël Saint-Germain |
| Serrières-en-Chautagne (V) | Alain Bosson |